# Résolution 447 du Conseil de sécurité des Nations unies
Membres permanents
- Chine
- États-Unis
- France
- Royaume-Uni
- URSS

Membres non permanents
- Bangladesh
- Bolivie
- Gabon
- Jamaïque
- Koweït
- Nigéria
- Norvège
- Portugal
- Tchécoslovaquie
- Zambie

Résolution no 446 Résolution no 448
La résolution 447 du Conseil de sécurité des Nations unies est adoptée le 28 mars 1979. 
Après avoir entendu les observations de la République populaire d'Angola et de l'Organisation du peuple du Sud-Ouest africain (SWAPO), le Conseil rappelle les résolutions 387 et 428, et condamné l'Afrique du Sud pour ses raids continus, en violation directe des résolutions précédentes.
Par cette résolution, le Conseil condamne la répression du peuple namibien par l'Afrique du Sud, l'apartheid et la militarisation du Sud-Ouest africain (Namibie). Le Conseil exige de l'Afrique du Sud qu'elle respecte l'intégrité territoriale de ces États et félicite l'Angola et d'autres États pour le soutien apporté au peuple namibien. Il demande par ailleurs à d'autres États de fournir une assistance à ce peuple.
Le Conseil demande également au Secrétaire général de soumettre un rapport sur la situation avant le 30 avril 1979.
La résolution est adoptée par 12 voix contre zéro ; la France, le Royaume-Uni et les États-Unis se sont abstenus.